# Koretin
Koretin (albanisch auch Koretini, serbisch-kyrillisch Коретин) ist ein Dorf im Kosovo und gehört zur Gemeinde Kamenica. Nach dem Sitz der Gemeinde ist Koretin das größte Dorf in dieser. Koretin liegt etwa sechs Kilometer südlich von Kamenica an der Landesstraße 123 nach Korminjan. 2011 hatte das Dorf 3476 Einwohner, wovon die Mehrheit Albaner sind.
Koretin liegt in der Ebene eines von Hügeln umgebenen Tals. Das Dorf wird vom Bach Kriva Reka geteilt, der über die Südliche Morava in die Donau entwässert. Die Qualität des Wassers ist besonders in den Sommermonaten ein Problem. Die stillgelegte Fabrik für Fliesen und Keramik nördlich des Dorfes hat früher 5000 Personen beschäftigt. Die Landwirtschaft ist vom Obstanbau zur Versorgung im Inland und für den Export geprägt, daneben wird Imkerei betrieben. Das Dorf verfügt über eine Grundschule und ein Gesundheitszentrum.
Auf dem Gebiet des Ortes befindet sich eine bisher nicht näher untersuchte Nekropole, die aus baulichen Gründen und aufgrund von Grabbeigaben – verschiedene Armbänder und keramische Gegenstände – auf die frühe slawische Periode zwischen 800 und 1100 n. Chr. datiert wird. Knochenfunde legen die Vermutung nahe, dass es sich um einen mittelalterlichen serbischen Friedhof handelt. Sie steht seit 1970 unter Denkmalschutz. Auch eine alte Moschee und Reste einer frühen Kirche sind erhalten.